# سان ولی (لس آنجلس)
سان ولی (به انگلیسی: Sun Valley) یک منطقهٔ مسکونی در ایالات متحده آمریکا است که در لس آنجلس واقع شده‌است. سان ولی ۸۱٬۷۸۸ نفر جمعیت دارد.